# Neófito IV de Constantinopla
Neófito IV de Constantinopla (em grego: Νεόφυτος Δ΄) foi patriarca ecumênico de Constantinopla entre 27 de novembro de 1688 e 7 de março de 1689. Neófito era bispo metropolitano de Adrianópolis e foi eleito depois de depor seu antecessor, Calínico II. Depois de apenas cinco meses, o próprio Calínico conseguiu derrubá-lo e retornou ao trono.